# Пропаганда

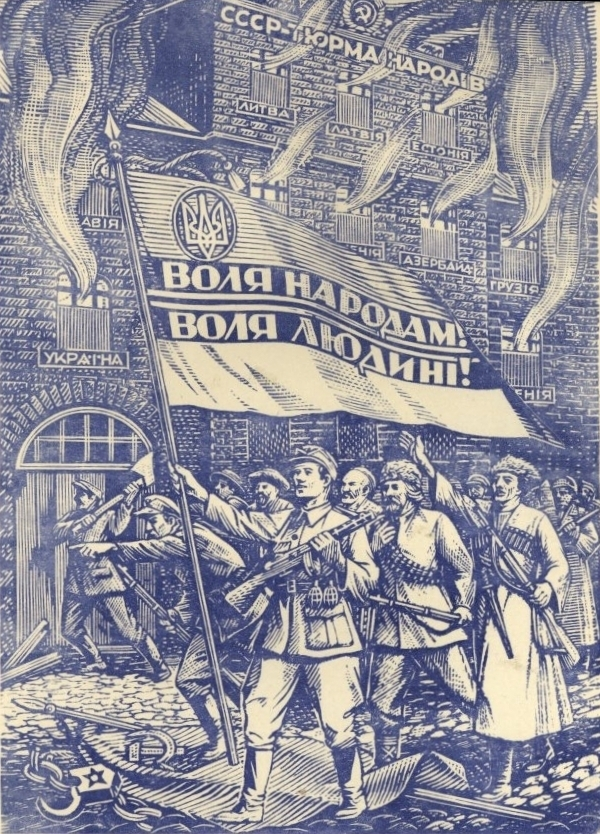
Агітація Української повстанської армії

Пропага́нда (лат. propaganda дослівно — «яка підлягає поширенню (віра)», від лат. prōpāgo — «поширюю») — форма комунікації, спрямована на поширення в суспільстві — світогляду, теорії, твердження, фактів, аргументів, чуток та інших відомостей для впливу на суспільну думку на користь певної спільної справи чи громадської позиції.
У широкому розумінні — поширення соціально-політичних, природничо-наукових та інших знань з метою їх втілення у суспільну свідомість; у вузькому розумінні — ідеологічно спрямована діяльність будь-якої партії для формування у конкретних верств населення певних поглядів і уявлень (світогляду).
Пропаґанду зазвичай повторюють та розповсюджують через різні засоби масової інформації, щоб сформувати обраний результат суспільної думки. Значення пропаганди різних партій особливо зростає у період виборчої кампанії.
На відміну від об'єктивної подачі інформації, зловмисна пропаґанда подає інформацію вибірково, щоб спонукати до певних узагальнень, або використовує емоційне забарвлення повідомлення, аби спровокувати радше чуттєву, ніж раціональну реакцію на висловлене. Бажаним результатом пропаганди є зміна ставлення до її суб'єкта. Пропаґанду і її зловмисний варіант можуть використовувати як форму політичної боротьби.
Варто зауважити, що термін «пропаґанда» набув яскраво негативного емоційного забарвлення лише завдяки непрофесійній діяльності частини журналістів. Пропаґанда у своєму початковому емоційному значенні мала нейтральне забарвлення.

## Історія пропаганди
Слово «пропаганда» походить від назви католицької організації Congregatio de Propaganda Fide (Конгрегація поширення віри), створеної папою Григорієм XV у 1622 році.
Однак пропаганда, як явище, існувало задовго до виникнення самого терміну. Одним з найбільш ранніх зразків пропаганди можна вважати преамбулу до Зведення законів Хаммурапі, в якій сказано, що ці закони створені для встановлення справедливості в країні і для захисту слабких від сильних. Зміст же самих законів переважно спрямовано саме на захист інтересів заможних верств за рахунок незаможного населення.

## Різновид пропаганди

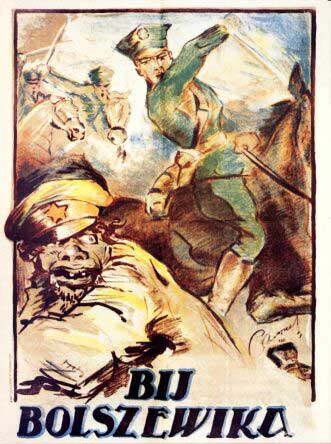
Польський плакат 1920 р.

Американський мобілізаційний плакат з Дядьком Семом

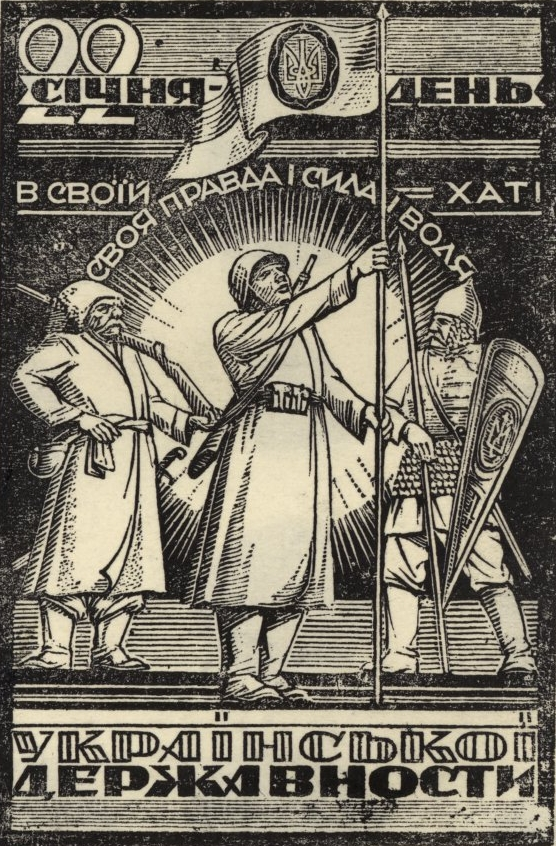
Листівка ОУН «22 січня — День Української Державности»

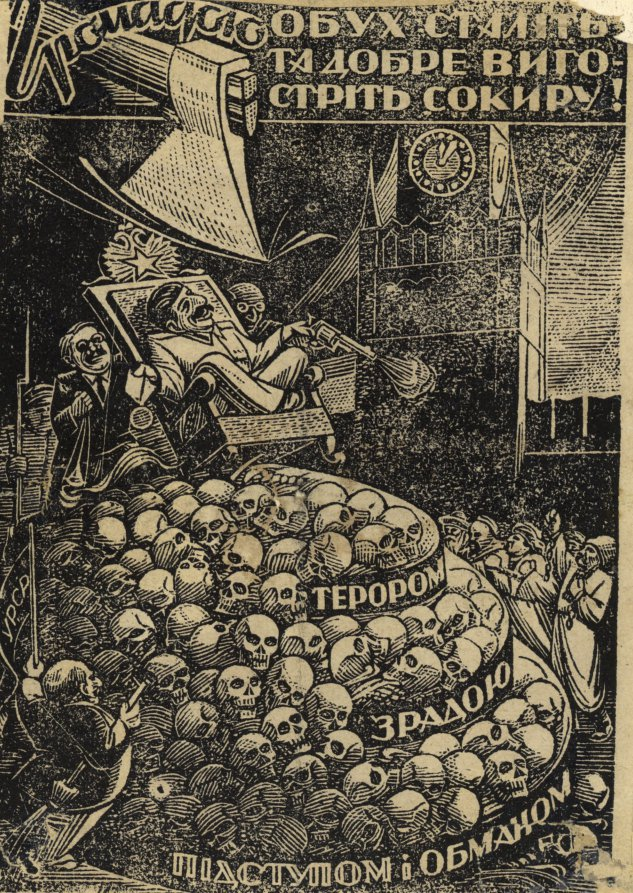
Листівка ОУН з сатирою на радянську владу.

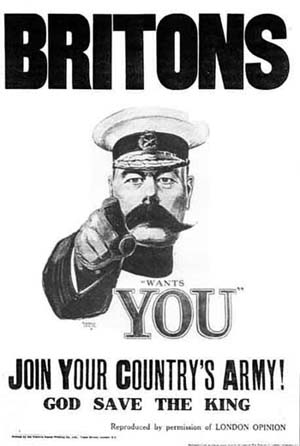
Британський плакат 1914 р. «Ти потрібен Лорду Кітченеру в армії»

Давати визначення пропаґанді завжди було проблемою. Основні труднощі полягали у відмежуванні пропаганди від інших типів переконування та униканні подвійного підходу «якщо це роблять вони, то це пропаганда, але якщо це робимо ми, то це інформування та просвіта». Ґарт Йовет та Вікторія О'Доннел запропонували коротке й дієве визначення терміна: «Пропаґанда це умисні, систематичні спроби змінити сприйняття, маніпулювати пізнанням та спрямовувати поведінку для досягнення реакції, яка веде до бажаного наміру пропаґандиста.» Повнішим є визначення Річарда Алана Нельсона: «Пропаґанда нейтрально визначається як систематична форма цілеспрямованого переконування, яке намагається вплинути на емоції, погляди, думки й дії визначеної цільової авдиторії з політичною, ідеологічною чи комерційною метою через контрольовану передачу односторонніх повідомлень (які можуть узгоджуватися з фактами або ні) безпосередньо або через канали мас-медіа. Пропагандистські організації залучають пропаґандистів, які займаються пропаґандизмом — безпосереднім, практичним створенням та розповсюдженням таких форм переконування.»
Обидва визначення фокусуються на комунікативному процесі або більш точно — на меті цього процесу та дозволяє розглядати пропаґанду об'єктивно, а потім вже тлумачити як позитивну чи негативну поведінку, залежно від поглядів глядача чи слухача.
Пропаґанда використовує ті самі методи (техніки), як і реклама та зв'язки з громадськістю, кожен з яких можна вважати пропаґандою, яка просуває комерційний продукт або впливає на сприйняття організацій, осіб чи брендів. У післявоєнному використанні слово «пропаґанда» більш типово стосується політичного чи націоналістичного використання цих методів або просування сукупності ідей, оскільки термін набув негативного забарвлення. Феномен відкинення спостерігався у політиці через заміни «політичного маркетингу» та інших позначень на «політичну пропаґанду».

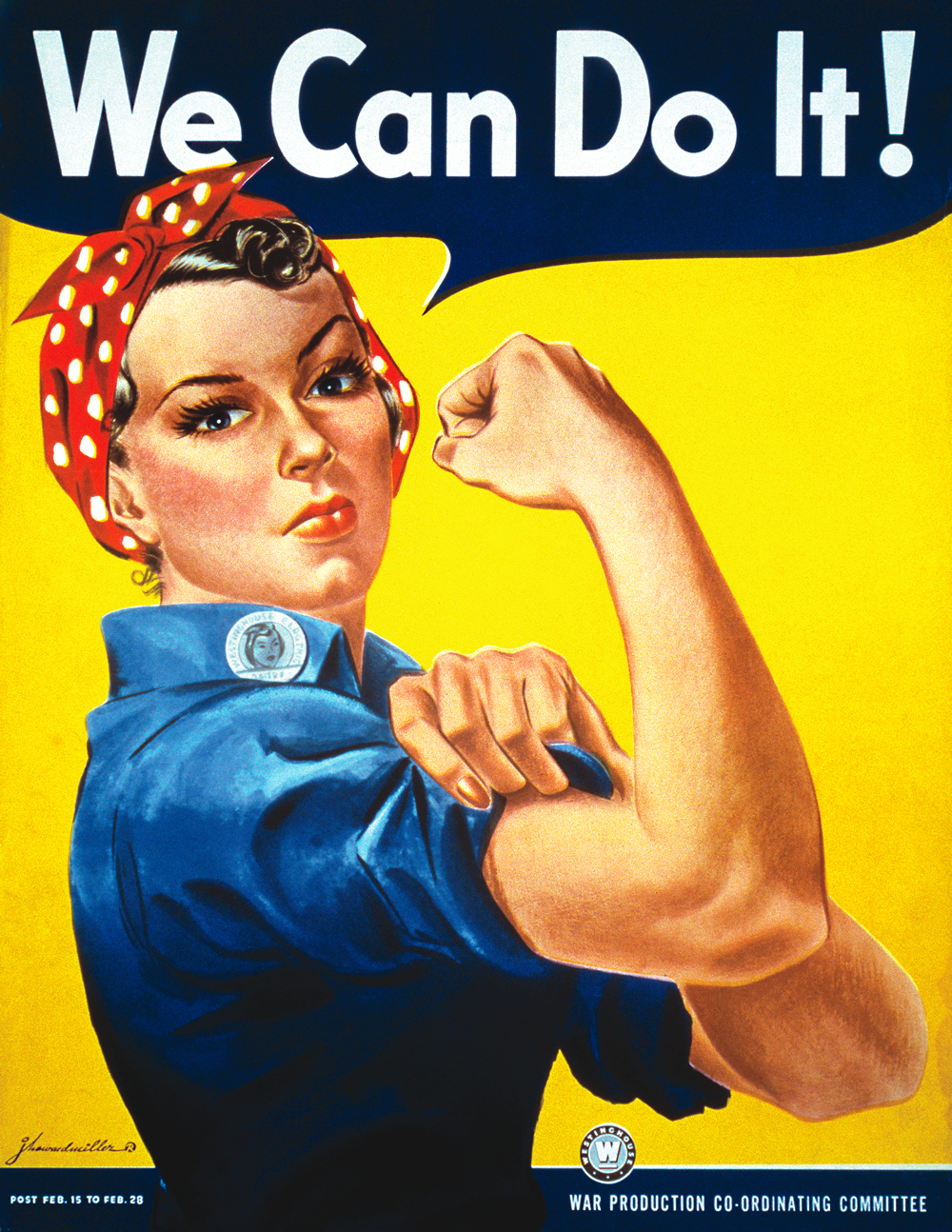
Воєнний плакат «Ми це зможемо», який заохочує працівників Вестінґхауза виробляти військову продукцію

Пропаґанду часто використовували для впливу на думки та переконання в релігійній сфері, зокрема під час розколу Римо-католицької церкви та протестантських церков. Пропаґанда стала звичнішою у політичному контексті, зокрема означає певні намагання, фінансовані урядами, політичними групами, але також із прихованими інтересами. На початку XX сторіччя основним прикладом пропаганди був партійний слоган (гасло). Також на початку XX сторіччя термін «пропаґанда» вживали піонери новосформованої галузі відносин з громадськістю для опису своєї діяльності. Таке застосування терміна відмерло в часи Другої світової війни, оскільки ця галузь почала уникати слова, яке набуло негативного забарвлення.
Буквально перекладається з латинської мови як «те, що має бути розповсюджене», в деяких культурах термін є нейтральним або навіть і позитивним, водночас в інших цей термін набув яскраво негативного забарвлення. Емоційне забарвлення терміна «пропаґанда» може змінюватися з часом. Наприклад, в португальській мові та деяких іспаномовних країнах, зокрема південному конусі, слово «пропаганда» стосується найзвичнішого маніпулятивного засобу — «реклами».
В англійській мові «пропаґанда» від самого початку була нейтральним терміном для опису розповсюдження інформації з певної причини. Протягом XX сторіччя термін набув яскраво негативного емоційного забарвлення в західних країнах, яким позначається умисне розповсюдження часто хибних, але конкретних «потужних» закликів на підтримку чи виправдання політичних дій чи ідеологій. Це перевизначення відбулося тому, що як Радянський союз, так і Німецький уряд на чолі з Гітлером дозволяли собі відверто використовувати пропаґанду відповідно до постулатів комунізму та нацизму в усіх формах публічного вираження. Оскільки ці ідеології були огидні ліберальним західним суспільствам, то й негативні відчуття до них спроєктувалися на саме слово «пропаґанда».
Родерік Гіндері стверджує, що пропаґанда вживається лівими, правими і основними центристськими партіями. Гіндері далі обґрунтовує, що дебати довкола більшості соціальних питань можуть бути легко переглянуті в контексті питання «це є чи не є пропаґандою?» Не слід ігнорувати зв'язок між пропагандою, ідеологічною обробкою та тероризмом/контртероризмом. Він стверджує, що погрози знищення часто є настільки соціально спустошливими, як і саме фізичне спустошення.

Пропаґанда також має багато спільного з урядовими кампаніями інформування громадськості, які спрямовані на заохочення чи відраджування від певних форм поведінки (як, скажімо, пристібатися пасками безпеки, не курити, не смітити тощо). Знову ж таки, пропаганда має політичніші обертони. Пропаґанда може бути у формі листівок, плакатів, теле- та радіопередач, вона може поширюватись і на інші мас-медіа. У випадку Сполучених Штатів існує також законодавчо встановлена різниця між рекламою (видом «відкритої пропаґанди») та тим, що Рахункова палата США, орган Конгресу США, називає «прихованою пропаґандою».

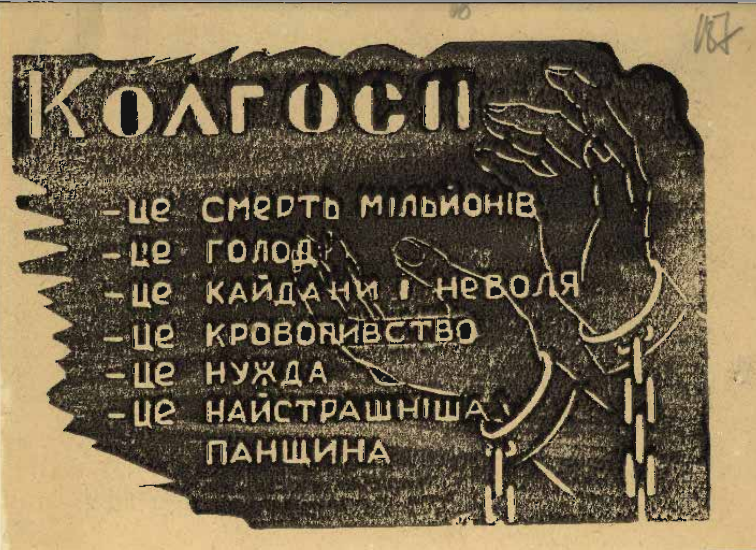
Листівка ОУН, яка закликає до боротьби проти колгоспів

Теорія журналістики загалом вважає, що повідомлення новин повинні бути об'єктивними, давати читачеві точне підґрунтя та аналіз предмету. З іншого боку, реклама виросла з традиційної комерційної реклами, залучивши в себе нові типи у формі оплачених статей або передач, поданих як новини. Вони переважно висвітлюють питання в дуже суб'єктивному та часто неправильному ракурсі з метою радше переконати, ніж інформувати. Зазвичай вони використовують приховані методи пропаґанди, які не використовують у традиційній комерційній рекламі. Якщо читач вірить, що оплачена реклама є насправді повідомленням новин, то повідомлення, яке рекламодавець намагається донести, легше «сприймається на віру» чи «сприймається як власна думка».
Така реклама вважається очевидним прикладом «прихованої» пропаґанди, оскільки виглядає об'єктивною інформацією, а не оманливою пропаґандою. Законами різних країн часто передбачається, що реклама, яка подається як повідомлення новин, мусить бути позначена, як така що подана на правах оплаченої реклами.
Пропаґанда є одним з основних засобів політичної маніпуляції. Пропаґанду можна порівнювати з рекламою. Реклама ближче до самопрезентації або до інформаційного жанру. Серцевину широкого сімейства інформаційних жанрів — ділових, політичних, релігійних — складає оголошення. Коли вихідна сигнальна функція повідомлення концентрує в собі елементи експресії (емоційної виразності) і сугестії (навіювання), реклама здобуває найбільшої ефективності. Реклама, яка закликає до конкретних політичних дій, перетворюється на агітацію. Навіть якщо агітаційна реклама прагне викликати більше колективну, ніж індивідуальну дію, вона залишається агітаційною рекламою. На відміну від реклами, пропаганда не обмежується жорсткими часовими рамками і її складно виявити. Реклама впливає насамперед на емоції людей. Пропаґанда впливає як на емоції, так і на розум людей.
Пропаґандист намагається змінити спосіб, у який люди розуміють питання чи ситуацію, щоб змінити їхні дії та очікування у бажаний для зацікавленої групи спосіб. У цьому сенсі пропаганда є логічним продовженням цензури, у якій досягаються ті самі цілі без заповнення людських розумів відредагованою інформацією, а запобіганням стиканню людей з конфліктно-протилежними поглядами. Пропаґанда відрізняється від інших форм переконування, намаганням пропагандиста змінити розуміння людей скоріше завдяки брехливості та спантеличенню, ніж переконуванням та розумінням. Лідери певної організації знають, що інформація однобока чи неправдива, але це може бути невідомо рядовим членам, які допомагають розповсюджувати пропаґанду.
Пропаґанда є потужною зброєю у війні; її використовують для дегуманізації та створення ненависті до відповідного ворога як зовнішнього, так і внутрішнього, створенням хибного образу у свідомості. Це може відбуватися з використанням принизливою або расистської термінології, униканням деяких слів або з використанням непідтверджених заяв про ворожі звірства. Більшість пропагандистських війн вимагають, щоб власне населення відчувало, що ворог приніс несправедливість, що може бути тільки уявним, а може і базуватись на фактах. Власне населення має вирішити, що їхня нація захищає справедливість.
Пропаґанда є також методом, який використовують у психологічній війні, яка може також використовувати операції під чужим прапором. Термін пропаганда може також стосуватися хибної інформації, спрямованої на посилення способу мислення людей, які вже вірять в те, що потрібно пропаґандисту. Припускається, що якщо люди вірять в щось хибне, то їх постійно будуть мучити сумніви. Оскільки сумніви неприємні (див когнітивний дисонанс), то люди намагатимуться позбутись їх і, таким чином, стануть сприйнятливими для впливу пропаганди. З цієї причини пропаганда часто адресована людям, які вже симпатизують ідеї. Цей процес підсилення використовує схильність індивіда до самовибраних «прийнятних» джерел інформації як механізм для підтримання контролю.

## Типи пропаґанди
Пропаґанда може класифікуватися відповідно до джерела та природи повідомлення.
Біла пропаґанда загалом походить з відкритого доступного джерела та характеризується м'якшими методами переконання, такими як стандартні техніки відносин з громадськістю та однобічним поданням аргументів.
Чорна пропаґанда подається ніби з одного джерела, проте насправді є з іншого. Маскування правдивого джерела пропаганди є найпоширенішим, коли це пропаґанда ворожої країни чи організації з негативним іміджем.
Сіра пропаґанда — це пропаґанда без визначеного джерела чи автора. Основне призначення сірої пропаганди полягає в тому, щоб змусити ворога повірити в брехню використовуючи так звані солом'яні аргументи: перша фаза — змусити когось повірити в «А», запускається сіра пропаганда «Б», яка протилежна до «А». У другій фазі «Б» дискредитується використовуючи опудало. Тоді ворог прийде до висновку, що «А» — правда.
Позитивна (конструктивна) пропаґанда прагне довести до споживача ті або інші переконання в дохідливій формі. Мета позитивної пропаґанди — сприяти соціальній гармонії, злагоді, вихованню людей згідно із загальноприйнятими цінностями. Позитивна пропаґанда виконує виховну та інформаційну функції в суспільстві. Вона здійснюється в інтересах тих, до кого скерована, а не обмеженого кола зацікавлених осіб. Позитивна пропаґанда, на відміну від негативної, не переслідує маніпулятивної мети. Проте, оскільки «загальноприйняті цінності» вже й без пропаґанди є загальноприйнятими, справжня мета «конструктивної» пропаганди часто розходяться з тими, які декларуються пропаґандистам.
Негативна (деструктивна) пропаґанда нав'язує людям ті або інші переконання за принципом «мета виправдовує засоби». Мета негативної пропаґанди — розпалювання соціальної ворожнечі, нагнітання соціальних конфліктів, загострення суперечностей у суспільстві, пробудження низинних інстинктів у людей тощо. Це роз'єднує людей, робить їх слухняними волі пропаґандиста. Технологія створення «образу ворога» дозволяє згуртувати натовп навколо пропагандиста, нав'язати натовпу вигідні йому переконання і стереотипи. Основна функція негативної пропаґанди — створення ілюзорної, паралельної реальності з «перевернутою», або спотвореною системою цінностей, переконань, поглядів. Негативна пропаганда активно використовує низьку критичність та навіюваність мас щоб маніпулювати цими масами в інтересах невеликої групи осіб.
Ці різні типи пропаґанди відрізняються кількістю правдивої та правильної інформації, яку можна використати для боротьби з пропаґандою. Наприклад, протидію білій пропаґанді легко знайти, дискредитувавши джерела пропаганди. Протидія сірій пропаґанді, якщо таку пропаганду виявлять (часто з внутрішнього джерела), може спровокувати певного рівня публічні протести. Протидія чорній пропаґанді часто не очевидна та небезпечна при оприлюдненні, оскільки ознайомлення громадськості з джерелами і тактикою чорної пропаганди підірве всю кампанію чорної пропаґанди або викличе протидію з боку чорних пропаґандистів.
Пропаґанда може здійснюватись таємно. Наприклад, принизлива дезінформація про історію певних груп або чужих країн може заохочуватися або толеруватися в системі освіти. Оскільки деякі люди двічі перевіряють вивчене у школі, така дезінформація повторюватиметься журналістами і батьками, що врешті-решт посилить ідею, ніби ця порція дезінформація є «загальновідомим фактом», навіть якщо жоден з тих, хто повторює цей міт, не зможе вказати жодного авторитетного джерела. Ця дезінформація здійснює кругообіг в медіа та системі освіти навіть без потреби урядового втручання в ЗМІ. Таку проникаючу пропаґанду можуть використовувати для політичної мети: даючи громадянам хибне враження про якість та політику їхньої країни, їх можуть спонукати відкидати певні пропозиції або зауваження чи ігнорувати досвід інших. Див. також маркетинг, реклама.

## Методи пропаґанди

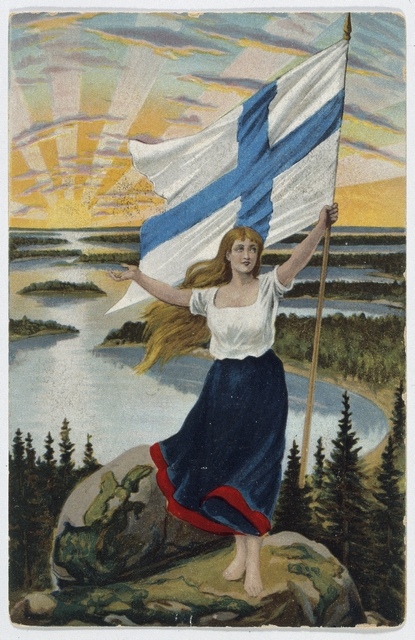
Фінська діва — уособлення фінського націоналізму

Порівняй зі Свободою по-радянськи

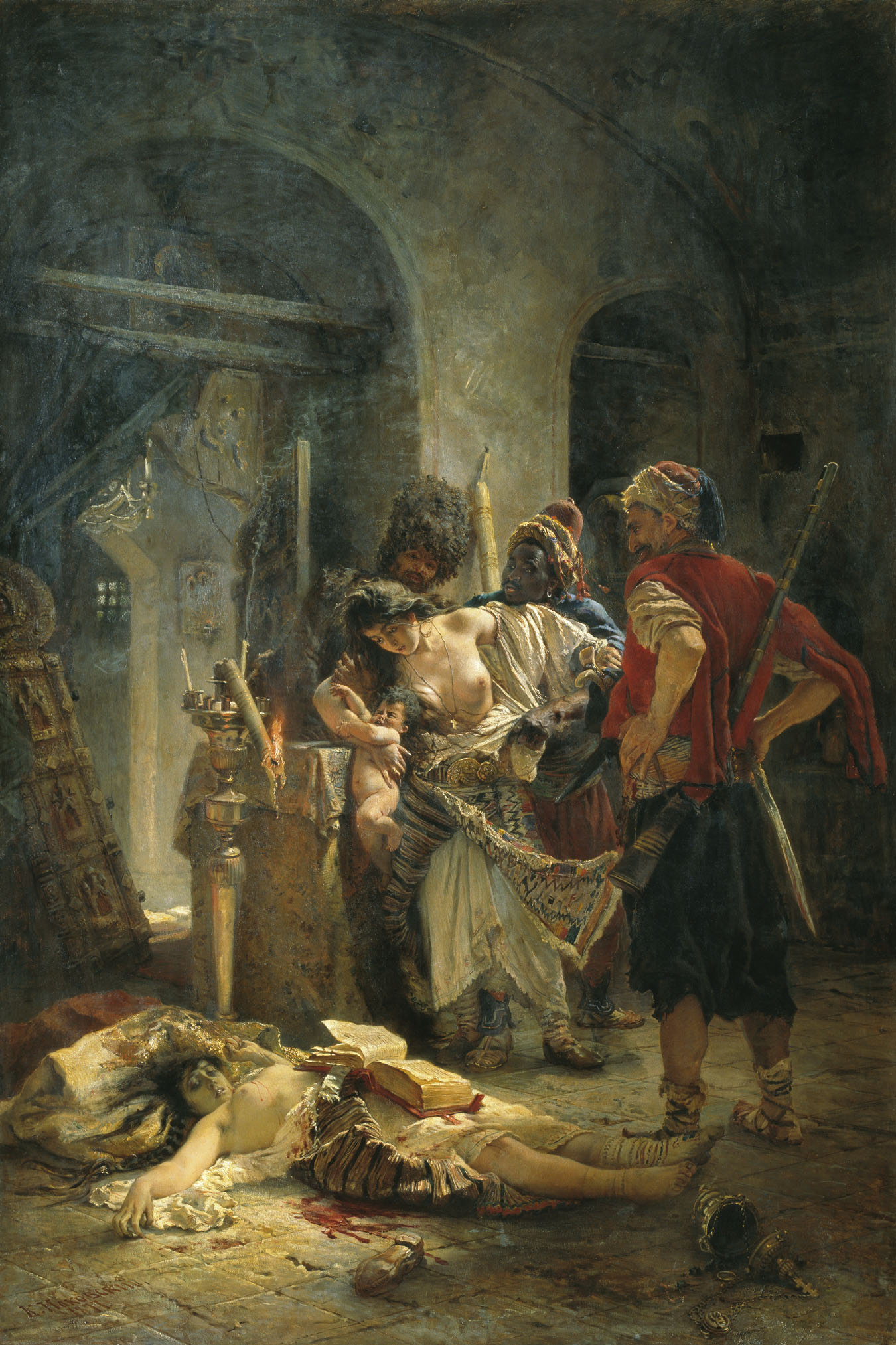
„Болгарські мучениці“. Картина Константина Маковського (1877 рік); зображує зґвалтування жінок башибузуками в Болгарії під час придушення Квітневого повстання (1876), що стало закликом для мобілізації громадської підтримки Російсько-турецької війни (1877—1878) за декларовану ціль — звільнення болгар.

Звичайними засобами для передачі повідомлень пропаґанди є: повідомлення новин, урядові повідомлення, історичні огляди, псевдонаука, книги, листівки, пропагандистські фільми, радіо, телебачення, плакати й афіші. Менш поширеними тепер є поштові конверти, зразки яких дійшли до нас з часів Громадянської війни в Америці. По суті, все зображене на плакаті можна відобразити, зменшивши у відповідних пропорціях, на кишенькових конвертах. У випадку радіо та телебачення пропаґанда може існувати в новинах, оглядах подій, сегменті ток-шоу, як реклама, громадські оголошення або довготривалі едверторіали (рекламні оголошення, які мають вигляд звичайної статті). Пропаґандистські кампанії часто дотримуються стратегічних шаблонів передачі інформації, щоб навіяти ідеї цільовій групі. Вони можуть починатися звичайним методом поширення інформації, як, скажімо, скидування листівок з літака або рекламок. Загалом послання будуть містити настанови як отримати більше інформації з вебсайту, гарячої лінії, радіопрограми тощо. Таким чином стратегія закріпленням рефлексу перетворює особу з отримувача інформації на шукача інформації, і відтак з шукача інформації на авторитета інформації шляхом навіювання ідей.
Для здійснення пропаґанди використовують чимало методів, які базуються на дослідженнях соціальної психології. Багато з цих методів базуються на логічних помилках, оскільки пропагандисти використовують аргументи, які хоча деколи переконливі, але не завжди достовірні.
Багато часу витрачено на аналіз способів, якими передаються повідомлення пропаґанди. Ця праця важлива, але зрозуміло, що стратегії розповсюдження інформації стають стратегіями пропаґанди, коли заряджені пропаґандистськими повідомленнями. Виявлення цих повідомлень є обов'язковою передумовою для вивчення методів, якими ці повідомлення розповсюджуються. Нижче наведено кілька методів для здійснення пропаґанди:
Перехід на особистостіAd hominem — Латинська фраза, яка означає атакувати опонента, а не його аргументи, тобто «переходити на особистості». Цей метод ще називають Отруєння джерела.
Ad nauseam — Багатократне повторенняЦей підхід до аргументації використовує невтомне повторення ідеї. Ідея, особливо простий слоган, який повторюється достатню кількість разів, може сприйнятися як правда. Цей підхід діє, коли кількість медійних джерел обмежена або контролюється пропаґандистом.
Апелювання до авторитетуЦе спосіб використання публічних висловлень відомих або шанованих людей на користь або проти позиції, ідеї аргументу або порядку дій. Інакше називається спосіб підтвердження.
Апелювання до страхуОсоба, що використовує цей аргумент, намагається отримати підтримку своїм ідеям/поглядам, граючи на наявних страхах та упередженнях авдиторії, наприклад, Йозеф Гебельс використовував працю Теодора Кауфмана Німеччина повинна зникнути! щоб заявляти, ніби Союзники прагнуть знищити німецький народ.
Використання упередженняВикористання вагомих або емоційних термінів, щоб надати вагомості або моральної доброчинності, аби тільки повірили висловленому. Використовують для фанатичного чи обманного способу.
Апеляція до народуМетод, що полягає у отриманні підтримки певному висновку/твердженню з боку більшості стимулюванням почуттів та ентузіазму мас.
Неминуча перемога або «Не спізнися»Спосіб підтримати визначений погляд або продукт, створюючи враження, що «всі інші вже так роблять/думають і настав час приєднатися до більшості».
Приєднуйся до масиЦя техніка посилює природне бажання людей бути на боці переможців. Її використовують для переконування авдиторії, що певна програма є виразом нестримного руху мас і приєднатися до неї — найкраще для слухачів/глядачів.
Вродливі людиТип пропаґанди, яка пов'язана з відомими людьми або невизначеним колом привабливих, щасливих людей. Це спонукає інших людей думати: якщо вони придбають продукт або триматимуться певної ідеології, то теж будуть щасливі або успішні.
БрехняПовторюване озвучення комплексу подій, які виправдовують наступну дію. Опис цих подій має елементи правди, але наявна «Велика брехня» зрештою витискає правильне сприйняття громадськістю подій. Після Першої світової війни серед німців поширювався Міт про кинджал у спину, що пояснював причини їхньої поразки, і він став обґрунтуванням їхнього реозброєння та реваншистської агресії.
Брехня та брехливість можуть бути основою багатьох пропагандистських технік включаючи Перехід на особистості, Велику брехню, Дифамацію — розголошення правдивих відомостей, які ганьблять об'єкт, Захлопування дверей, Напівправда, Обкладання ганебними «епітетами» або будь-яка інша техніка, яка базується на нечесності та брехливості. За багатьма політиками помічено прикрашання та спотворення фактів. Роберт Конквест вважає, що заперечення Голодомору було першим вагомим прикладом застосування Радянською владою пропаґандистської техніки Великої брехні. Подібні кампанії здійснювались для відволікання уваги від Московських процесів та системи ГУЛАГ..
Фальшива дилемаПрезентування тільки двох виборів, кращим з яких є ідея чи продукт, які пропагуються. Наприклад: «Ти з нами чи проти нас….»
Умовний рефлексВсі хребетні, зокрема люди, реагують на умовний рефлекс. Тобто, якщо об'єкт А завжди присутній, коли присутній об'єкт Б, та об'єкт Б породжує потужну фізичну реакцію (як огида чи задоволення), отже, коли бачимо об'єкт А без об'єкта Б, ми переживаємо ті самі відчуття.
Когнітивний дисонансЛюди люблять бути послідовними. Припустимо: інтерв'юер з'ясовує, що певна група людей ненавидить кандидата в президенти, але любить актора А. Він використовує схвалення актором їхнього кандидата, щоб змінити думку людей, бо вони не люблять непослідовності. Вони змушені або перестати любити актора або почати любити кандидата.
Прості людиМетод «простий чоловік» або «свій чоловік» намагається переконати авдиторію, що позиція пропаґандиста відображає здоровий глузд людей. Він призначений завойовувати довіру авдиторії спілкуванням по-простому та в стилі цільової авдиторії. Пропаґандист використовує просту мову та манери (та обертає послання в аудіовізуальне та особисте спілкування), намагаючись ототожнювати їхній погляд з поглядом середньостатистичної людини. Наприклад, пропаґанда через листівки може висувати аргументи на користь макроекономічних тем, таких як допомога у зв'язку з безробіттям, використовуючи звичайну аргументацію: «Припустимо, що країна має мало грошей під час спаду, ми повинні перестати платити допомогу у зв'язку з безробіттям тим, хто не працює, тому що не варто набирати кредити, коли у тебе тяжкі часи, коли треба затягнути пасок».
Культ особиКульт особи постає коли індивід використовує мас-медіа для створення ідеалізованого та героїчного публічного образу, часто завдяки безсумнівним лестощам та вихвалянням. Тоді героїчна особистість відстоює позиції, які бажає просувати пропагандист. Наприклад, сучасні пропагандисти наймають популярних осіб просувати їхні ідеї та/або продукти.
Демонізація ворогаЗображення осіб з ворожої нації, іншої етнічної групи, або тих, хто підтримує протилежний погляд, як нелюдей (як-от, під час Війни у В'єтнамі вживався термін «ґукс» щодо солдатів Національного фронту визволення Південного В'єтнаму), негідників, аморальних через припущення або фальшиві звинувачення. Дегуманізація є також терміном, який вживають як синонім до демонізації, останнє зазвичай є видом першого.
ДиктатЦя техніка намагається спростити процес прийняття рішення, використовуючи образи та слова щоб донести авдиторії які конкретно дії слід здійснити, обмежуючи будь-який інший можливий вибір. Для видачі команд можуть використовувати владні постаті. Цей метод переплітається з апелюванням до авторитету, але не обов'язково. Плакат «Ты записался добровольцем?» є прикладом цієї техніки.
ДезінформуванняСтворення або видалення інформації з публічних документів з метою створення неправильного документування події або дій особи чи організації, включаючи повну фальсифікацію фотографій, кінокартин, трансляцій та звукозаписів, подібно до друкованих документів.
Захлопування дверейвикористовують для збільшення діапазону сприйняття особи. Наприклад, якщо продавець хоче продати річ за 100 грн., але публіка готова заплатити тільки 50 грн., тоді продавець спочатку ставить вищу ціну (напр. 200 грн.), а потім її знижує до 100 грн., щоб це виглядало як вигідна покупка.
Ейфоріявикористовують подію, яка викликає ейфорію чи щастя або використовують відповідну подію для підняття бойового духу. Ейфорію можуть створювати оголошенням вихідного, роблячи доступними предмети розкоші, або проводячи парад з парадними оркестрами та патріотичними посланнями.
Страх, невпевненість та сумнівиНамагання вплинути на сприйняття громадськості розповсюдженням негативної та сумнівної/хибної інформації, призначеної похитнути довіру громадськості до своїх переконань.
Махання прапорамиНамагання виправдати дію на підставі того, що це патріотичніше або певним чином діє на користь країні, групі або ідеї, яку підтримує цільова авдиторія.
Нога у дверяхцей метод часто використовують вербувальники та торгові агенти. Наприклад, агент — особа протилежної статі підходить до об'єкта та прищеплює йому квітку або дає йому маленький подарунок. Об'єкт дякує і тепер він має психологічний борг. Наступний крок — агент просить про більшу послугу (купити щось дорожче). Неписаний соціальний договір між об'єктом та агентом спонукає об'єкта відчувати себе зобов'язаним відповісти взаємністю, погоджуючись зробити більшу послугу або купити дорожчий подарунок. Тобто слід добитися один або кілька разів «так» і тоді на цільову пропозицію об'єкт відповість теж «так».
Блискуча загальністьБлискуча загальність — це емоційно наповнені слова, які додаються до продукту чи ідей, але не передбачають ніяких конкретних аргументів чи аналізу. Ця техніка також співвідноситься з Ефектом Барнума. Для цього можуть використовувати і модні слова.
Напівправда
Напівправдою є оманливе твердження, яке може подаватися у різних формах та обов'язково має деякі елементи правди. Твердження може бути частково правдивим, може бути повністю правдивим, будучи тільки частиною повної правди, або може містити кілька оманливих елементів, як-то неправильна пунктуація, подвійні значення, особливо якщо на меті ввести в оману, загнати в глухий кут, засудити або спотворити правду. Намагаючись дискредитувати УПА, радянська пропаганда наголошувала, що багато воїнів УПА та її керівництво воювало у німецькій армії, проте замовчувала, що УПА від створення воювало також проти німецьких загарбників.
Навішування ярликівСпосіб, коли пропаґандист надає явищу, проти якого виступає, негативний зміст, даючи йому назву, яка викликає негативні асоціації і навпаки. Евфемізм використовують коли пропаґандист намагається збільшити якість сприйняття, переконливість чи довіру до певних ідеалів. Дисфемізм використовують коли пропаґандист прагне дискредитувати, зменшити якість сприйняття або похитнути сприйняту правдивість об'єкта. Створюючи „ярлик“ або „категорію“ чи „фракцію“ населенню набагато легше навести приклад цих великих структур, оскільки вони можуть піднести або зганьбити об'єкт без фактичного розголошення правдивих відомостей, які ганьблять об'єкт. Приклад: „ліберал“ є дисфемізмом, спрямованим на зменшення переконливості конкретного об'єкту. Отримавши неприємну аргументацію від об'єкта, пропагандист може дати оцінку цій особі, а потім атакувати „лібералів“ з наміром (1) створити політичний томагавк неконтрольованої агресії та (2) знецінити вартість об'єкта. Якщо пропаґандист вішає ярлик на високоповажаного у суспільстві індивіда, очорнення слова може здійснюватись трансляцією в медіа негативних прикладів „лібералів“. Навішування ярликів можна розглядати як підвид іншої логічної хиби — „Винен, бо асоціюється з винним“. У радянській пропаганді українських націоналістів (та і взагалі просто патріотів) називали українськими буржуазними націоналістами, додавши ярлик „буржуазний“, який тоді в суспільстві мав скоріше негативне забарвлення.
Розширення діапазону прийнятногоЯкщо повідомлення особи є поза межами сприйняття індивіда та групи, більшість технік викликатимуть психологічний реактивний спротив (просто слухання аргументації робить меседж менш сприйнятливим). Існує два методи розширення меж сприйняття. По-перше, можна зайняти значно екстремальнішу позицію, що зробить помірнішу позицію набагато прийнятнішою. Це подібно до техніки Захлопування дверей. І як альтернатива, можна зробити власну позицію помірнішою, знизивши її до межі сприйняття, а потім протягом певного часу повільно перейти до початкової позиції.
Бомбардування любов'ювикористовують для залучення членів до культу або ідеології шляхом використання групи індивідів для відрізання особи від існуючої соціальної підтримки та її повної заміни членами групи, які зумисно бомбардують особу любов'ю з наміром ізолювати особу від попередніх вірувань та системи цінностей — див. Контроль Мільє.
Управління новинамиЗа словами Адольфа Гітлера: «Найблискучіші пропаґандистські техніки не породжуватимуть успіху, поки в умах не народиться назавжди один фундаментальний принцип — він має зводитись до кількох пунктів та повторюватись без перерви». Ця ідея узгоджується з принципами умовного рефлексу, подібно до ідеї «Стояти за повідомленням».
Контроль МільєНамагання контролювати соціальне оточення та ідеї використанням соціального тиску.
Обкладання ганебними «епітетами»Це лайлива чи образлива мова, адресована особі чи групі. Пропаґандист використовує техніку ганебних епітетів для провокування страхів та спонукання до упереджень в слухача з метою формування у слухача негативної думки про групу чи набір переконань або ідей, які пропаґандист бажає замінити, використовуючи погані прізвиська. Цей метод має на меті спровокувати висновки про щось без об'єктивного аналізу фактів. Давання прізвиськ, обкладання матюками чи вживання інших ганебних епітетів щодо опонента чи ідеї є по суті заміною для раціональних, базованих на фактах аргументів проти ідеї чи переконання і по змісту є „переходом на особистості“. У комуністичній пропаґанді здібних та успішних господарів називали „куркулями“ та „підкуркульниками“, українців, які боролися в лавах УПА, називали „фашистськими прихвостнями“.
Затуманення свідомості, умисна неясність, плутанинаОсновні положення зумисно нечіткі, тому авдиторія може обирати і свою інтерпретацію. Метою є збентежити авдиторію, використовуючи невизначені фрази без аналізу їхньої сутності чи намагання визначити їхню раціональність чи прикладність. Метою є спонукати людей швидше шукати свої власні інтерпретації, ніж просто отримати чітко подану ідею. Намагаючись виявити пропаґанду, авдиторія опускає здійснення критичного аналізу поданих ідей. Тому можуть обговорюватись їхня законність, обґрунтованість та застосування.
Руйнування авторитетності або Reductio ad Hitlerum — порівняння з еталоном негативногоЦю техніку використовують для переконання цільової авдиторії не погоджуватись з дією чи ідеєю наголошенням, що ця ідея популярна в групи, яку цільова група ненавидить, боїться або від неї залежна. Таким чином якщо група, яка підтримує певну політику, підводиться до переконання, що небажані, деструктивні чи ниці люди підтримують ту саму політику, то члени групи можуть вирішити змінити свою початкову позицію. Це форма такої собі неправильної логіки, де А включає Х, та В включає Х, значить А = В.
Оперантне обумовленняОперантне обумовлення застосовує навчання через імітацію (мавпування). Наприклад, спостерігання за привабливою особою, яка купує продукти або підтримує позицію, навчає людину купувати продукти чи підтримувати позицію. Оперантне обумовлення — це принцип, який лежить в основі Ad Nauseam (до огиди), Слогана та інших повторюваних прийомів піар-кампаній. Обумовлення оперантної поведінки — це результат підкріплення (посилення) і покарання (послаблення).
Переспрощення причиниБажані узагальнення використовують, щоб надати прості відповіді на комплексні соціальні, політичні, економічні або військові проблеми. Суть полягає у пропагуванні простої відповіді на складні комплексні питання.
Pensée unique (єдина думка)Примусове послаблення дискусії, використовуючи загалом простенькі фрази або аргументи (як то „Війні немає альтернативи“). Класичним прикладом цієї техніки є фраза Маргарет Тетчер „Цьому немає альтернативи“, яку повторив також і Герхард Шрьодер.
Відривання від контекстуВибіркове редагування цитат для зміни значення політичних документальних фільмів, призначене дискредитувати опонента чи опозиційний політичний погляд.
Раціоналізація (виправдання)Особи чи групи можуть використовувати бажані узагальнення щоб знайти раціональне пояснення певним діям та переконанням. Щоб виправдати такі дії та переконання часто використовують розмиті та приємні фрази.
Ignoratio elenchi (ігнорування теми)Це логічна хиба, коли аргумент, котрий сам по собі може бути правильним, доводить або підтримує інше твердження, ніж те, для підтримки якого його наводять. Інакше кажучи, це логічна хиба, в якій розглядається нерелевантне питання з метою відвернути увагу від фактичного предмету обговорення.
ПовторенняПовторення певного символу чи слогану так, щоб він запам'ятався авдиторії. Може бути у формі дзвоника, який звучить майже у кожному епізоді, або картинки, розміщеної майже на кожному предметі у фільмі чи епізоді.
Цап-відбувайло
Звинувачення особи або групи для полегшення відчуття вини дійсно відповідальних осіб та/або розсіювання уваги від потреби вирішити проблему, для вирішення якої і призначалося звинувачення. Відомим прикладом цієї пропагандистської техніки є звинувачення опонентами Віктора Ющенка у його слабкості на посту президента, проте замовчується факт, що саме опоненти домоглись прийняття конституційної реформи 2004 року, згідно з якою повноваження президента різко скорочувались, а повноваження прем'єр міністра, навпаки, збільшувались, що й призвело до конфліктів між ними. Саме ця конституційна реформа розвалила помаранчеву коаліцію.
Слогани (гасла)Слоганом є коротка влучна фраза, яка може вміщувати вішання ярликів та стереотипів. Хоча слогани можуть використовувати для підтримки обґрунтованих ідей, на практиці вони більше звертаються до емоцій. Опоненти американського вторгнення в Ірак та його окупації використовують слоган „кров за нафту“, щоб донести, що вторгнення та людські втрати було здійснено для отримання доступу до нафтових запасів Іраку. З іншого боку, прихильники американської боротьби в Іраку використовують слоган „підрізав і втікай“, щоб донести, що виведення військ — це боягузтво або слабкість.
СтереотипиТехніка призначена спровокувати упередження в авдиторії вішанням на об'єкт пропаганди ярликів, які зображають об'єкт пропаґанди в такому світлі, що цільова авдиторія його боїться, ненавидить або гидиться чи вважає небажаним. Наприклад, репортажі про іноземну країну або соціальну групу можуть фокусуватися на стереотипних особливостях, яких очікує читач, хоча вони зовсім не відображають усієї країни чи групи. Такі репортажі часто ґрунтуються на анекдотах. У візуальній пропаганді, включаючи воєнні плакати, можуть зображати ворогів зі стереотипними рисами.
Солом'яне Опудало
Опудало є логічною хибою та способом переконання, який базується на викривленні позиції опонента який полягає у створенні ілюзії спростування аргументів опонента шляхом їх заміни на перший погляд подібними, проте не рівносильними аргументами („солом'яне опудало“, „солом'яні аргументи“) та їх спростування, при тому ніколи фактично не спростовуючи справжньої позиції опонента. Таким чином атакують не ворога, а лише його солом'яне опудало.
РекомендаціяРекомендації по суті є цитуваннями в контексті чи поза ним, особливо на підтримку чи проти здійснюваної політики, дій, програм чи осіб. Тут використовують репутацію чи роль індивіда, який рекомендує (експерт, поважна публічна особа тощо). Рекомендація ніби повідомляє про офіційну санкцію поважної особи або авторитета на пропаговане послання. Це робиться щоб цільова авдиторія ідентифікувала себе з авторитетом (владою) або прийняла авторитетну думку та переконання як свої власні.
Техніка третя особаПрацює на принципі, що люди схильніші сприймати аргументи з джерела, яке видається незалежним, ніж від когось, хто в цьому безпосередньо зацікавлений. Ця маркетингова стратегія, яку використовують піар-фірми, полягає у „вкладанні в уста медіа“ заздалегідь обдуманого меседжу (повідомлення). Техніка третьої особи може набувати різних форм, починаючи від наймання журналістів для подання організації у привабливому світлі до використання заангажованих науковців для представлення публіці їхніх можливо не абсолютно об'єктивних результатів досліджень. Часто для донесення послання використовують астротурфінгові групи чи ширмові групи.
Кліше без сутіЗагально використовувана фраза, часто знана як народна мудрість, призначена для пригнічення когнітивного дисонансу. Хоча фраза сама по собі і може бути дійсною в певних контекстах, проте її застосування як засіб для усунення незгоди або виправдання хибної логіки якраз і робить її „без суті“.
ПереміщенняПереміщення — спосіб завоювати схвалення, використовуючи асоціації з будь-чим іншим, що викликає загальне схвалення, або навпаки, дискредитує. Часто яскраво візуально, ця техніка використовує символи (наприклад Свастика). Такі символи можуть використовувати замість слів.
У радянській пропаганді ніколи не вживали термін „Воїн Української повстанської армії“, а використовували термін „бандерівець“, який асоціювався зі словом бандит, Не вживали термін „напад на Польщу“, а „приєднання Західної України і Білорусі“.
Вибіркова правда
Річард Кросман, Британський член правління Відділу психологічної боротьби Верховного командування Союзних експедиційних сил (SHAEF) протягом Другої світової війни говорив: „В пропаганді правда винагороджує… Є повною бздурою думати, що блискучий пропагандист є професійним брехуном. Блискучий пропаґандист є людиною, яка говорить правду, або таку вибірку з правди, яка необхідна для його цілей, і говорить її в такий спосіб, що слухач і не думає, що отримує пропаґанду… Мистецтво пропаґанди — це не брехати, а скоріше вибирати правду, яка тобі необхідна, та подавати її в суміші з іншою правдою, яку хоче почути авдиторія.“
Нечітке припущенняЦю техніку використовують коли ідея, яку пропаґандист хоче вкорінити, буде викликати менше довіри, якщо її задекларувати прямо. Концепція натомість багаторазово припускається або подається так, що вона випливає зі змісту.
Благі слова
Це слова у системі цінностей цільової авдиторії, які створюють позитивний образ, якщо застосовуються до особи чи речі. Мир, щастя, безпека, мудре керівництво, свобода, „Правда“ тощо є благими словами. Багатьма релігійність розглядається як благість, асоціація з нею дає великі переваги. Їхнє використання вважають технікою пропаганди Переміщення.
Ефект первинностіПри надходженні суперечливої інформації, перевірити яку неможливо, людина вірить тій, яка надійшла першою. А змінити вже сформований погляд дуже важко.

## Військова пропаганда
Дуже часто і широко пропаганду використовують у військових цілях. Саме тому для цієї галузі пропаганда набула нових визначень таких як психологічна війна, інформаційна війна, психологічна операція.
Психологічна війна (англ. Psychological warfare (PSYWAR)) — сукупність різних форм, методів і засобів впливу на людину з ціллю зміни в бажаному напрямку її психологічних характеристик (поглядів, думок, цінносних орієнтацій, настроїв, установок, мотивів, стереотипів поведінки), а також групових норм, масових настроїв, суспільної свідомості в цілому.
В Міністерстві оборони США цей термін означає „планове використання пропаганди і інших психологічних дії, що мають за основну мету вплив на думки, емоції, стосунки, і поведінку ворожих іноземних груп, таким чином, щоб підтримувати досягнення національних завдань.“
Цей термін тісно пов'язаний з терміном психологічна операція.
Оскільки психологічна війна ведеться за допомогою інформації, її варто розглядати як вид інформаційної війни.
Психологічна операція (англ. Psychological operation (PSYOP) — термін походить з США, в загальному випадку він означає планові дії з передачі відібраної інформації і індикаторів до іноземних авдиторій, щоб вплинути на їхні емоції, мотиви, цілі міркування, і нарешті на іноземні уряди, організації, групи, і індивідууми.
Хоча це поняття вперше офіційно закріплено в Польовому статуті ЗС США 33-1 — Психологічні операції (Field Manual 33-1 — Psychological Operations) від 1987 року, психологічні операції почали використовувати у конфліктах людства набагато раніше.
Психологічну операцію використовують для тактичного опису психологічної війни і є складовою частиною інформаційної операції. Загалом, оскільки в ПсО використовують інформацію, ПсО є актом інформаційної війни.
В Радянському Союзі існувало також подібне визначення терміна — планова пропаґандистська або допоміжна (політична, економічна, культурна, відповідно військова та інша) діяльність, яка проводиться в мирний або воєнний час, розрахована на іноземні ворожі, дружні або нейтральні авдиторії з метою впливу на їх відносини і поведінку в сприятливому напрямку для досягнення політичних і військових цілей..
Термін «Психологічна операція» виник в 1945 році, коли вживався у військовому плані капітана військово-морського флоту США Захарії (Captain E.M. Zacharias) з пришвидшення японської капітуляції.

## Історія

### Олександр Македонський(Великий)
Щоб утримувати величезні території своєї імперії разом, а її народи проти повстання Олександр Македонський залишав вірних людей в кожному із завойованих міст, щоб представляти грецьку культуру, контролювати їх, гасити дисидентські погляди і проводити міжнаціональне змішування. Олександр платив гроші своїм солдатам за одруження на жінках не грекинях. Він хотів асимілювати людей усіх націй в межах своєї Імперії.

### Святослав Ігорович
У часи військових давньокиївського князя Святослава, перед тим як йти в похід на ворога, князь (як воєвода) посилав йому повідомлення «іду на ви» — що означало «йду на тебе війною». В часи правління Святослава Київська Русь була високорозвинутою державою із сильним військом і це повідомлення мало залякати ворогів Святослава ще до того, як він приходив до них із військом.

### Монголи
Перед атакою поселення монгольські генерали вимагали підкорення хану і погрожували повним знищенням поселення, якщо воно відмовиться здатися. Після перемоги в битві, монголи виконували погрози і чинили розправу над уцілілими.
Чингісхан практикував тактику уявного збільшення кількості свого війська для залякування ворога. Під час нічних операцій він наказував кожному вояку засвітити три смолоскипи замість одного, що створювало ілюзію більшої ніж насправді чисельності армії і лякало ворожих спостерігачів. А під час стрільби монгольські лучники використовували стріли, які створювали страхітливий шум для залякування ворога.

## Засоби військової пропаганди
Серед засобів військової пропаганди слід виділити таке:
Пропаганда полону — спонукання противника до здачі в полон, пропаґанда полону — один з найперспективніших і ефективних напрямів психологічної війни. Важливо при цьому вибирати правильні форми і засоби впливу:
- не прикрашати та не ідеалізувати перебування в полоні;
- повідомляти конкретні факти, покликані розсіювати страх перед невідомістю полону і його труднощами;
- підводити військовослужбовців до думки про доцільність здавання в полон в ім'я кінцевої мети — повернутися додому живим.

Результативність цього напрямку психологічних операцій можна проілюструвати на прикладі війни у В'єтнамі. За період бойових дій приблизно 250 тисяч солдатів комуністичних сил добровільно перейшли на бік противника. За підрахунками зарубіжних фахівців, витрати американської армії на те, щоб убити одного бійця НФВПВ склали в середньому 400 тисяч доларів, у той час як переконання здатися обходилося всього-на-всього в 125 доларів на людину.
Також слід виділити таке:
- Пропаґанда військових успіхів;
- Пропаґанда перспективності боротьби шляхом критичного аналізу своїх помилок;
- Пропаґанда шляхом навіювання противнику страху поразки.

## Пропаганда наукових знань
Популяризація і пропаганда досягнень науки, техніки, культури і результатів прикладної діяльності серед населення є також одним з видів пропаганди. Що стосується функціональних властивостей, та способів такої пропаґанди, то вони досить різноманітні.
Популяризацію здійснюють поширенням творів науково-популярного характеру, розвитком музеїв, та проведенням виставок досягнень науки і техніки. Подібні заходи проводили ще з 18 століття. З цією метою проводили промислові виставки досягнень господарства.
Найважливішою функцією науково-популярної книги є популяризація і пропаганда наукових знань. Саме це в найзагальнішому визначенні становить цільове призначення такої книги. Ця функція, разом з просвітницькою і ознайомлювально-освітньою, завжди була такою. Пропагуючи наукові знання, вчений має на меті передати суспільству останнє слово в науці і тим самим ознайомити його з цим новим знанням, сприяючи підвищенню освітнього рівня суспільства і здійснюючи просвітництво.
Пропаганду наукових знань можуть використовувати з політичною метою. Реклама першості країни у науковій сфері дає певні дивіденди, тому нею постійно зловживала радянська пропаганда, що призводило до анекдотичних абсурдів. Ці абсурди про наукову першість Росії/СРСР у всіх галузях висміюють анекдотом Росія — батьківщина слонів, що вже стало крилатою фразою.
Світоглядна функція припускає виклад в науково-популярній книзі:
- природничо-наукових знань і законів природи,
- освітлення досягнень в розробці теоретичних проблем, що відкривають нові перспективи науки і на її основі нові можливості прогресу виробництва.

Реалізація функції формування наукового світогляду безпосередньо пов'язана із:
- залученням людини до наукових знань;
- вихованням у читача сприйнятливості;
- розумінням суті науки, науково-технічного прогресу.

Популярні видання з мистецтва виконують функцію естетичного виховання.

## Знамениті майстри пропаганди
- |  | Цей розділ не містить посилань на джерела. Ви можете допомогти поліпшити цей розділ, додавши посилання на надійні (авторитетні) джерела. Матеріал без джерел може бути піддано сумніву та вилучено. (травень 2019) |
- Пауль Йозеф Геббельс — головний пропагандист німецьких нацистів (партії НСДАП), міністр пропаганди Третього рейху[джерело?].
- Хосе Рісаль  — найзнаменитіший філіппінський пропагандист, був заарештований і страчений 1896 року за підривну діяльність[джерело?].
- Маяковський Володимир Володимирович — радянський поет
- Єфімов Борис Юхимович — радянський художник-графік, майстер політичної карикатури
- Кисельов Дмитро Костянтинович — російський пропагандист
- Соловйов Володимир Рудольфович — російський пропагандист
- Кукринікси — радянські карикатуристи
- Суслов Михайло Андрійович — неофіційний головний ідеолог КПРС
- Ritchie Boys

## Технологія виготовлення та розповсюдження пропаганди
Пропаганда передбачає наявність ідеї, цільової авдиторії і засобів, щоб донести ідею до цільової авдиторії.
Ефективність пропаганди визначається співвідношенням фактичної кількості залучених прихильників до планованої кількості.
Можна виділити три основні критерії змісту ефективної пропаганди:
- Наявність центральної тези;
- Легкість для розуміння цільовою авдиторією;
- Складність для критики (обґрунтованість тез, їхня несуперечність, або хоча б видимість цього і т. д.).

Таким чином, буде просуватися певна ідея, легко доступна розумінню авдиторією і стійка до сторонньої критики. Причому має бути витриманим баланс між розумінням тез суспільством і критичністю. Якщо балансу не дотримано, то ідеї будуть просто незрозумілі значній частині цільової авдиторії, або занадто вразливі для контрпропаганди.
Що стосується форми, можна виділити такі критерії:
- Чіткість центральної тези — вона не повинна зливатися з фоном;
- Привабливість фону.

## АгітаціяУкраїнської повстанської армії
В УПА були різні неперіодичні видання. У 1944—46 роках з'явилися — «Повстанець» і «На зміну». УПА поширювала звернення до українців, військових, а також до представників інших національностей (російською, польською, словацькою та іншими мовами). В УПА працювали відомі підпільні публіцисти: Дмитро Маївський (П. Дума), Й. Позичанюк, Петро Полтава, Осип Дяків (Горновий), У. Кужіль; поети В. Волош-Василенко, М. Боєслав та інші; митці Н. Хасевич і М. Черешньовський. Бібліографію видання УПА склав Л. Шанковський: «УПА та її підпільна література» (Філадельфія 1952).

Цінний квиток для збору коштів у визвольний фонд ОУН
Цінний квиток для збору коштів у фонд будови пам'ятника слави УПА
Цінні квитки для збору коштів у фонд ОУН

Оскільки сили УПА безпосередньо залежали від підтримки населення, повстанці мали розгалужену систему пропаганди, одним із засобів якої був друк листівок та газет. Крім них видавали і невеликі книжки, як наприклад «Концепція Самостійної України» (1949 рік), «Про наш плян боротьби за визволення України в теперішній обстановці»(1950 рік) та інші. Крім цього видавали книжки й іншими мовами, які розповсюджували серед червоноармійців та російськомовного населення України, як наприклад «Кто такие бандеровцы и за что они борются». Видавали звернення до червоноармійців та народів Кавказу та Сибіру із закликом підніматись на боротьбу із більшовиками. Крім листівок публікували багато ідеологічних та суспільно-політичних праць. Найвідомішими авторами цих праць були Петро Федун на прізвисько «Полтава», Осип Дяків «Горновий», Дмитро Маївський «Петро Дума».
Періодичні видання УПА були одними із основних інструментів пропаганди. Варто згадати такі журнали як «Повстанець», «До Зброї», «Ідея і Чин», інформаційні вісники «Інформатор», «Бюлетень», «Бюро інформації УГВР». Часто через різні обставини видання призупиняли випуск газет, або припиняли виходити зовсім.
Першим журналом Головного командування УПА став часопис «До Зброї». Головним редактором було призначено Якова Бусла. Було випущено 7 номерів журналу, коли війська НКВС знайшли та знищили підпільну друкарню. Наступний журнал називався «Повстанець». Обов'язки Головного редактора виконував Микола Дужий, який з лютого 1945 року був призначений начальником усіх видань ГК УПА. Виходив часопис до 1946 року, а потім його місце перейняв журнал «Ідея і Чин», редакторами якого був Дмитро Маївський, Мирослав Прокоп, Михайло Палідович-Карпатський та Петро Федун.
За увесь час діяльності в підпільних друкарнях УПА було видано більш ніж 130 найменувань періодичних видань, півтисячі брошур, десятки вишкільних, мемуарних та поетичних збірок, тисячі листівок, звернень та відозв.

## Жанрова різноманітність пропаганди
Поряд з традиційними засобами пропаганди, такими як плакати, брошури, листівки, оголошення по радіо чи телебаченню тощо, для пропаганди можуть використовувати практично всі жанри образотворчого, ігрового та вербального мистецтва; так само як інші види масового впливу на свідомість населення (інтернет, чати, соціальні мережі тощо).